# 广游二支队司令部旧址
广游二支队司令部旧址，位于中国广东省广州市番禺区沙湾镇涌边村，现为广州市文物保护单位，类型为近现代重要史迹及代表性建筑，公布时间为2002年7月。
广游二支队司令部旧址的历史年代为1938。